# Gauromydas heros
Gauromydas heros ist eine südamerikanische Fliegenart aus der Familie der Mydidae. Es handelt sich um die größte bekannte Art der Ordnung der Zweiflügler.

## Beschreibung
Die Art erreicht eine Körperlänge von sieben Zentimeter und ist damit die größte Art der Fliegen und der Zweiflügler generell. Es handelt sich um eine überwiegend schwarz gefärbte, langgestreckte Art. Am Kopf sind die Antennen auffallend langgestreckt, sie sind etwa 1,4fach so lang wie die Kopfbreite. Der distale (vordere) Abschnitt der Antennen (Postpedicellus genannt) ist meist orange gefärbt, gelegentlich basal verdunkelt, er ist etwa genauso lang wie der proximale. Das Scutum (der Tergit des ersten Rumpfabschnitts) ist samtigschwarz mit vier hellen Längsbändern, die an konservierten Exemplaren undeutlich sein können. Der übrige Rumpf und der Hinterleib sind schwarz und schwarz behaart, der erste Tergit des Hinterleibs gelegentlich mit goldglänzender Behaarung, die übrigen manchmal etwas grünmetallisch schillernd. Die Membran der Flügel ist meist weißlich getönt mit glasklarer (hyaliner) Spitze und Hinterrand, sie kann selten bräunlich oder orange sein. Der hintere, Alula genannte lappenförmige Anhang ist länger als breit. Die merklich verdickten Schenkel sind auf der Unterseite gekielt und tragen am Ende einen Sporn. Für eine sichere Unterscheidung von anderen Arten der Gattung sind die männlichen und weiblichen Begattungsorgane (Terminalia) zu untersuchen.
Die Art ähnelt in Größe, Färbung und Körpergestalt den großen und wehrhaften Wegwespen der Gattung Pepsis, wie etwa Pepsis heros (Mimikry); darauf nimmt die Namensgebung Bezug.

## Biologie und Lebensweise
Gauromydas heros wird selten gefangen, die Art besitzt offenbar nur eine sehr kurze Flugzeit. Fast alle Erkenntnisse zu ihrer Biologie gehen auf den brasilianischen Forscher Joseph Francisco Zikán (1881–1949) zurück. Die Männchen besuchen, wie die Pepsis-Arten, Blüten, die Weibchen nehmen offenbar keine Nahrung auf. Männchen besetzen territorial Ameisenbauten von Blattschneiderameisen der Gattung Atta, wo sie auf frisch ausschlüpfende Weibchen warten. Die Larven leben in den großen Abfallkammern dieser Ameisen. Sie ernähren sich dort räuberisch von Käferlarven, vor allem der Riesenkäfer (Dynastinae). Nach der Verpuppung und dem Schlupf der Imagines graben diese sich durch einen Erdgang bis zur Oberfläche frei.

## Verbreitung
Funde der Art liegen fast nur aus dem Südwesten Brasiliens vor. Sie fehlt in Amazonien. Nördliche Verbreitungsgrenze in Brasilien ist Goiás. Ein einzelner Nachweis liegt aus dem angrenzenden Paraguay (Concepción) vor. 2015 wurden neue Funde weitab davon, aus der Zentralkordillere in Kolumbien, angegeben.

## Taxonomie
Die Art wurde als Mydas heros 1833 durch den Entomologen Maximilian Perty in seinem Werk Delectus animalium articulatorum quae ex itinere per Brasiliam, annis MDCCCXVII-MDCCCXX jussu et auspiciis Maximiliani Josaephi I. Bavariae Regis augustissimi peracto collegerunt Dr. J.B. de Spix et Dr. C.F.Ph. De Martius erstbeschrieben. Typuslokalität ist Bahia in Brasilien. 1989 stellten Joseph Wilcox, Nelson Papavero und Therezinha Pimentel die Art in die von ihnen neu aufgestellte Gattung Gauromydas, deren Typusart sie ist. Die Gattung umfasst fünf weitere südamerikanische Arten.